# Wesley Johnson (cestista)
Wesley JaMarr Johnson (Corsicana, 11 luglio 1987) è un ex cestista e allenatore di pallacanestro statunitense, professionista nella NBA e in Europa.

## Carriera
È stato selezionato dai Minnesota Timberwolves al primo giro del Draft NBA 2010 (4ª scelta assoluta).

## Statistiche

### College
| Anno      | Squadra           | PG | PT | MP   | TC%  | 3P%  | TL%  | RP  | AP  | PRP | SP  | PP   |
| --------- | ----------------- | -- | -- | ---- | ---- | ---- | ---- | --- | --- | --- | --- | ---- |
| 2006-2007 | Iowa St. Cyclones | 31 | 30 | 31,7 | 44,5 | 29,4 | 75,3 | 7,9 | 1,1 | 0,8 | 1,1 | 12,3 |
| 2007-2008 | Iowa St. Cyclones | 27 | 25 | 27,0 | 39,6 | 33,3 | 77,9 | 4,0 | 1,4 | 0,9 | 0,4 | 12,4 |
| 2009-2010 | Syracuse Orange   | 35 | 35 | 35,0 | 50,2 | 41,5 | 77,2 | 8,5 | 2,2 | 1,7 | 1,8 | 16,5 |
| Carriera  | Carriera          | 93 | 90 | 31,6 | 45,4 | 34,9 | 76,8 | 7,0 | 1,6 | 1,1 | 1,2 | 13,9 |

### NBA

#### Regular Season
| Anno      | Squadra            | PG  | PT  | MP   | TC%  | 3P%  | TL%  | RP  | AP  | PRP | SP  | PP  |
| --------- | ------------------ | --- | --- | ---- | ---- | ---- | ---- | --- | --- | --- | --- | --- |
| 2010-2011 | Minnesota T'wolves | 79  | 63  | 26,2 | 39,7 | 35,6 | 69,6 | 3,0 | 1,9 | 0,7 | 0,7 | 9,0 |
| 2011-2012 | Minnesota T'wolves | 65  | 64  | 22,6 | 39,8 | 31,4 | 70,6 | 2,7 | 0,9 | 0,5 | 0,7 | 6,0 |
| 2012-2013 | Phoenix Suns       | 50  | 21  | 19,1 | 40,7 | 32,3 | 77,1 | 2,5 | 0,7 | 0,4 | 0,4 | 8,0 |
| 2013-2014 | L.A. Lakers        | 79  | 62  | 28,4 | 42,5 | 36,9 | 79,2 | 4,4 | 1,6 | 1,1 | 1,0 | 9,1 |
| 2014-2015 | L.A. Lakers        | 76  | 59  | 29,5 | 41,4 | 35,1 | 80,4 | 4,2 | 1,6 | 0,8 | 0,6 | 9,9 |
| 2015-2016 | L.A. Clippers      | 80  | 9   | 20,8 | 40,4 | 33,3 | 65,2 | 3,1 | 0,6 | 1,1 | 0,7 | 6,9 |
| 2016-2017 | L.A. Clippers      | 68  | 3   | 11,9 | 36,5 | 24,6 | 64,7 | 2,7 | 0,3 | 0,4 | 0,4 | 2,7 |
| 2017-2018 | L.A. Clippers      | 74  | 40  | 20,1 | 40,8 | 33,9 | 74,1 | 2,9 | 0,8 | 1,0 | 0,8 | 5,4 |
| 2018-2019 | N.O. Pelicans      | 26  | 13  | 14,5 | 39,8 | 38,0 | 66,7 | 2,1 | 0,6 | 0,5 | 0,3 | 3,7 |
| 2018-2019 | Wash. Wizards      | 12  | 0   | 13,1 | 25,0 | 23,1 | 70,0 | 1,5 | 0,6 | 0,2 | 0,4 | 2,8 |
| Carriera  | Carriera           | 609 | 334 | 22,1 | 40,4 | 33,7 | 74,1 | 3,2 | 1,1 | 0,8 | 0,7 | 7,0 |

#### Play-off
| Anno     | Squadra       | PG | PT | MP   | TC%  | 3P%  | TL%  | RP  | AP  | PRP | SP  | PP  |
| -------- | ------------- | -- | -- | ---- | ---- | ---- | ---- | --- | --- | --- | --- | --- |
| 2016     | L.A. Clippers | 6  | 0  | 12,8 | 35,7 | 33,3 | 0,0  | 3,0 | 0,3 | 0,2 | 0,7 | 2,7 |
| 2017     | L.A. Clippers | 3  | 0  | 3,6  | 0,0  | 0,0  | 50,0 | 0,7 | 0,0 | 0,3 | 0,0 | 0,3 |
| Carriera | Carriera      | 9  | 0  | 9,7  | 35,7 | 33,3 | 80,0 | 2,2 | 0,2 | 0,2 | 0,4 | 1,9 |

## Palmarès

### Squadra
- Campionato greco: 1

Panathīnaïkos: 2019-20

### Individuale
- NCAA AP All-America First Team (2010)
- NBA All-Rookie Second Team (2011)